# Liwā' al Ḩusaynīyah
Liwā' al Ḩusaynīyah (arabiska: لواء الحسينية) är ett departement i Jordanien.   Det ligger i guvernementet Ma'an, i den centrala delen av landet, 160 km söder om huvudstaden Amman.